# B. J. Thomas
Pour les articles homonymes, voir Thomas.
Billy Joe Thomas, dit B. J. Thomas, né le 7 août 1942 à Hugo (Oklahoma) et mort le 29 mai 2021 à Arlington (Texas), est un chanteur et compositeur américain de rock, pop et country.
Il est l'interprète original de Hooked on a Feeling (1968), bien que son interprétation la plus célèbre est celle de la chanson Raindrops Keep Fallin' on My Head en 1969. Il vend plus de cinquante millions de disques au cours de sa carrière.

## Biographie
B. J. Thomas grandit près de Houston, diplômé de Lamar Consolidated High School à Rosenberg. Adolescent, il chante dans une chorale d'église, puis a rejoint le groupe musical « The Triumphs » avec Tim Griffith (guitare solo), Tom Griffith (basse), Denver Zeke Zatyka (claviers), Don Drachenberg (chant et saxophone) et Ted Mensik (batterie). Au cours de sa dernière année, il s'est lié d'amitié avec Roy Head de « Roy Head and The Traits ».
En 1966, « Thomas and The Triumphs » sort l'album I'm So Lonesome I Could Cry (Pacemaker Records). Il comportait une reprise à succès de la chanson du même nom de Hank Williams. Le single s'est vendu à plus d'un million d'exemplaires et a reçu un disque d'or. Le single Mama se place à la 22e place. Dans la même année, Thomas a sorti un album solo du même titre sur le label Scepter Records.
B. J. Thomas est revenu pour atteindre le succès grand public à nouveau en 1968, d'abord avec The eyes of a New-York woman, puis cinq mois plus tard, avec Hooked on a Feeling, avec le son du sitar électrique de Reggie Young sorti pour la première fois sur l'album On My Way (Scepter Records). Hooked on a Feeling est devenu le deuxième album de Thomas à un million de ventes. Un an plus tard, le film Butch Cassidy et le Kid, Thomas exécutant la chanson de Burt Bacharach et Hal David, Raindrops Keep Fallin' on My Head, qui remporte l'Oscar de la meilleure chanson originale et atteint le numéro un du classement musical Billboard Hot 100 en janvier 1970. Ses ventes ont également dépassé le million d'exemplaires, Thomas obtenant son troisième disque d'or. La chanson sort également sur un album du même titre. Ses autres succès des années 1970 étaient Everybody's Out of Town, I Just Can't Help Believing (numéro 9 en 1970, repris par Elvis Presley), No Love at All, Mighty Clouds of Joy et Rock and Roll Lullaby.
Les premiers succès de B. J. Thomas étaient avec Scepter Records, son label depuis six ans. Il quitte le label en 1972 et passe une courte période, en 1973 et 1974, chez Paramount Records, au cours de laquelle il sort deux albums, Songs (1973) et Longhorns & Londonbridges (1974).
En 1975, l'album Reunion sort sur ABC Records, qui avait racheté le label Paramount, il contenait (Hey Won't You Play) Another Somebody Done Somebody Wrong Song, le plus long hit no 1 du Hot 100. C'était le premier grand succès de B. J. Thomas depuis 1972 et lui a assuré son quatrième « Golden d'or ».
En 1976, B. J. Thomas sort Home Where I Belong produit par Chris Christian sur Myrrh Records, le premier de plusieurs albums de gospel. C'était le premier album chrétien à devenir platine, et Thomas est devenu le plus grand artiste musical chrétien contemporain de l'époque.
Sur MCA Records, B. J. Thomas et Chris Christian ont enregistré ce qui allait être son dernier single à succès dans le Top 40, Don't Worry Baby, sur son dernier album pop, qui comprenait également le hit au format Adult contemporary, Still the Lovin 'Is Fun.
Au cours des années 1980, son succès dans les hits pop commence à décliner, mais beaucoup de ses singles ont atteint les régions supérieures du classement des singles country, y compris deux tops de 1983, Whatever Happened to Old-Fashioned Love et New Looks from an Old Lover, ainsi que Two Car Garage, qui atteint la troisième place des charts country. En 1981, le jour de son 39e anniversaire, B. J. Thomas est devenu le 60e membre du « Grand Ole Opry ». L'adhésion de B. J. Thomas à Opry ayant expiré plus tard, l'Opry l'a classé comme un « artiste invité » non régulier.
B. J. Thomas a marqué un autre succès, en enregistrant As Long as We Got Each Other, le thème de la série télévisée Quoi de neuf docteur ?. Le thème de la première saison était un solo pour Thomas, qui a été réenregistré en duo avec Jennifer Warnes pour les deuxièmes et troisièmes saisons. Il a été réenregistré à nouveau pour la quatrième saison de l'émission avec la chanteuse britannique Dusty Springfield, mais la version Thomas / Warnes a été rétablie pour la saison 5 et une partie de la saison 7. Thomas a sorti ce morceau pour la première fois sur son album de 1985 Throwing Rocks at the Moon (Columbia Records).
B. J. Thomas a également écrit deux livres, dont l'autobiographie Home Where I Belong, et a joué dans les films Jory et Jake's Corner. Plusieurs jingles publicitaires, pour notamment Coca-Cola, Pepsi et Bell Telephone, ont été produits avec sa voix et sa musique. Le 31 décembre 2011, Thomas est l'interprète à la mi-temps du « Hyundai Sun Bowl 2011 » à El Paso au Texas.
Le 2 avril 2013, B. J. Thomas a sorti l'album The Living Room Sessions avec des arrangements acoustiques de tubes bien connus. Il invite des chanteurs connus et émergents sur sept des douze titres de l'album.
Le 3 décembre 2013, la National Academy of Recording Arts and Sciences annonce que le single de 1969, Raindrops Keep Fallin 'on My Head, serait intronisé au Grammy Hall of Fame.
Le 25 juin 2019, The New York Times Magazine cite B. J. Thomas parmi des centaines d'artistes dont les archives aurait été détruites dans l'incendie d'Universal de 2008.
B. J. Thomas épouse la chanteuse-compositrice Gloria Richardson en décembre 1968. Ils ont eu trois filles, Paige (née en 1970), Nora (nord-Coréenne adoptée en 1978) et Erin (née en 1979). Peu de temps après le début de sa carrière, il est devenu dépendant des drogues et de l'alcool, ce qui a conduit à la fin de son mariage. Le 28 janvier 1976, B. J. Thomas est devenu chrétien, moins d'un mois après Gloria. La plupart des sources de presse ont indiqué que B. J. Thomas était sobre depuis que lui et Gloria se sont réconciliés en 1976.
Le 23 mars 2021, B. J. Thomas annonce sur sa page Facebook qu'il avait un cancer du poumon et qu'il était traité au Texas. Il est mort environ neuf semaines plus tard, le 29 mai, à son domicile à Arlington à l'âge de 78 ans.